# Sargocentron tiereoides
Sargocentron tiereoides là một loài cá biển thuộc chi Sargocentron trong họ Cá sơn đá. Loài này được mô tả lần đầu tiên vào năm 1853.

## Từ nguyên
Từ định danh tiereoides được ghép bởi hai âm tiết: tiere (trong danh pháp của Sargocentron tiere) và hậu tố oides trong tiếng Latinh (“tương đồng”), đề cập đến sự tương đồng (về kiểu hình) của loài cá này với loài S. tiere.

## Phân bố và môi trường sống
S. tiereoides có phân bố rộng khắp khu vực Ấn Độ Dương - Thái Bình Dương, từ Seychelles, Comoros và Réunion trải dài về phía đông đến quần đảo Line và quần đảo Tuamotu, ngược lên phía bắc đến quần đảo Ryukyu và đảo Wake, xa về phía nam đến rạn san hô Great Barrier, Vanuatu và Tonga. S. tiereoides cũng được ghi nhận tại quần đảo Trường Sa (Việt Nam).
S. tiereoides lần đầu được ghi nhận tại Địa Trung Hải, khi một cá thể được bắt tại bờ biển thành phố Damietta (Ai Cập) cùng với một cá thể Sargocentron spinosissimum. Cả hai cá thể được xác định bằng cách kiểm tra hình thái và giải trình tự mã vạch DNA.
Môi trường sống của S. tiereoides là rạn san hô ở các đới viền bờ và trong đầm phá, có thể được tìm thấy ở độ sâu đến ít nhất là 45 m.

## Mô tả
Chiều dài cơ thể lớn nhất được ghi nhận ở S. tiereoides là 19,5 cm. Loài này có màu đỏ cam ánh bạc (cả trên má và mang) với các đường sọc đỏ sẫm dọc hai bên lườn. Gai vây lưng có dải đỏ tươi cận rìa, màng gai màu trắng mờ. Các vây có màu đỏ đến đỏ phớt vàng, rìa trên và dưới của vây đuôi màu đỏ sẫm, rìa trước của vây hậu môn và vây bụng màu trắng (có một dải cận rìa màu đỏ sẫm). Gốc vây ngực màu đỏ tươi.
Số gai ở vây lưng: 11; Số tia vây ở vây lưng: 12–14; Số gai ở vây hậu môn: 4; Số tia vây ở vây hậu môn: 9–10; Số tia vây ở vây ngực: 14.

## Sinh thái
Thức ăn của S. tiereoides chủ yếu là cua và tôm, và chúng kiếm ăn về đêm.
Qua việc phân tích mã vạch DNA, S. tiereoides hợp thành nhóm đơn ngành với nhóm chị em Sargocentron caudimaculatum và Sargocentron spiniferum.

## Giá trị
Có lẽ như những loài khác trong chi, S. tiereoides có khả năng là một thành phần của nghề đánh bắt thủ công.